# Lovers in the Night
Lovers in the Night è una canzone della rock band Toto, quinto singolo estratto dall'album Toto IV.

## Informazioni
Anche questo come il precedente singolo non era stato pensato inizialmente come singolo ma fu ugualmente pubblicato. Nell'album Toto IV Lovers in the Night è collegato ad Afraid of Love, nel senso che alla fine di quest'ultima parte l'intro di pianoforte suonato da David Paich, scrittore del brano, che qui funge le veci di tastierista e voce. Gli ospiti nella registrazione del brano sono Joe Porcaro ai timpani, Lenny Castro alle percussioni, Jim Horn e Tom Scott al sassofono, Ralph Dyck al sintetizzatore e quasi infine proprio come per Afraid of Love la Martyn Ford Orchestra mentre il finale spetta ad un magistrale Lukather che esegue uno degli assoli più indelebili per gli amanti del hard-lyric-rock. Il brano si posizionò cinquantasettesimo nella Billboard Hot 100. Del brano non fu però girato il videoclip.

## Tracce
1. Lovers in the Night
2. Afraid of Love

## Formazione
- David Paich - tastiera e voce primaria
- Bobby Kimball - voce secondaria
- Steve Lukather - chitarra elettrica e voce secondaria
- Steve Porcaro - tastiera
- Ralph Dyck - sintetizzatore
- Jim Horn - sassofono
- Tom Scott - sassofono
- David Hungate - basso elettrico
- Joe Porcaro - timpani
- Lenny Castro - percussioni
- Jeff Porcaro - percussioni
- Martyn Ford Orchestra